# Духи гор и кладов
Духи гор и кладов — тип фольклорных существ и персонажей художественных произведений, относящихся к духам местности.

## Классификации
Фольклористы могут классифицировать их на три группы:
- хранители кладов и/или руды,
- вредители,
- духи-хозяева.

Согласно исследованиям фольклористов, есть заметные различия между персонажами фольклора общенародного и фольклора горнорабочего. Как правило, на основе первых образовались вторые, но обратного перехода образов практически не встречается. Фольклорные образы обычно узколокализованы в пределах рабочей области. Например, фольклор о немецких кобольдах относят только к рабочим, добывающим кобальт, а былички о Хозяйке Медной горы — к Гумёшевскому руднику («медной горе»).
Духи в фольклоре уральских горняков выступают подлинными «хозяевами земли», распоряжающимися её недрами, а также могут влиять на судьбы человека. Цвет одежды характеризует тип добываемых в данной местности металлов и камней. Жёлтый символизирует золото, белый — платину, красный — медь, зелёный — малахит, чёрный — уголь. Путь в подземное царство обычно проходит через густой лес и каменную стену. Конкретное место пребывания духов — гора, пещера, холм, шахта — обладают привязкой к земной утробе.

## Известные персонажи
Наиболее известными представителями этого типа духов являются: уральские Хозяйка Медной горы, девка Азовка и Великий Полоз, известные по сказам П. П. Бажова, донбасский Шубин, славянский Кладенец, или Скарбник.
Известны также: Горная матка, Каменная девка, Золотая баба, Горный дух, Горный старец, Горный хозяин.
Схожие персонажи из сказок: цверги, гномы и кобольды, Змей Горыныч.